# Tarbagatajskij rajon (Buriazia)
Il Tarbagatajskij rajon (in russo Тарбагатайский район?; buriato: Тарбагатайн аймаг,Tarbagatajn ajmag) è un municipal'nyj rajon della Repubblica autonoma di Buriazia, nella Siberia. Istituito nel 1923, occupa una superficie di 3.304,03 chilometri quadrati, è suddiviso in 10 comuni, ospita una popolazione di circa 25.600 abitanti ed ha come capoluogo Tarbagataj.